# Theridion
Theridion là một chi nhện trong họ Theridiidae. Đây là một chi nhện phân bố ở Hà Lan.

## Các loài
- T. abruptum Simon, 1884 — North Africa
- T. accoense Levy, 1985 — Israel
- T. acutitarse Simon, 1900 — Hawaii
- T. adjacens (O. P.-Cambridge, 1896) — Mexico to Panama
- T. adrianopoli Drensky, 1915 — Bulgaria, Hy Lạp, Kríti, Turkey
- T. aeolium Levi, 1963 — Hoa Kỳ
- T. agrarium Levi, 1963 — Brazil
- T. agreste Nicolet, 1849 — Chile
- T. agrifoliae Levi, 1957 — Hoa Kỳ, Canada
- T. akme Levi, 1959 — Panama
- T. akron Levi, 1959 — Panama
- T. albidorsum Strand, 1909 — Nam Phi
- T. albidum Banks, 1895 — Hoa Kỳ, Canada
- T. albioculum Zhu, 1998 — Trung Quốc
- T. albipes L. Koch, 1878 — Nga, Georgia
- T. albocinctum Urquhart, 1892 — New Zealand
- T. albodecoratum Rainbow, 1916 — Queensland
- T. albolineatum Nicolet, 1849 — Chile
- T. albolineolatum Caporiacco, 1940 — Ethiopia
- T. albomaculosum O. P.-Cambridge, 1869 — Sri Lanka
- T. albopictum Thorell, 1898 — Myanmar
- T. albostriatum (L. Koch, 1867) — New Guinea, Queensland, Tonga, quần đảo Norfolk
- T. albulum O. P.-Cambridge, 1898 — Panama
- T. altum Levi, 1963 — Paraguay
- T. amarga Levi, 1967 — Chile, Argentina
- T. amatitlan Levi, 1963 — Guatemala
- T. ambiguum Nicolet, 1849 — Chile
- T. ampascachi Mello-Leitão, 1941 — Argentina
- T. ampliatum Urquhart, 1892 — New Zealand
- T. angusticeps Caporiacco, 1949 — Kenya
- T. angustifrons Caporiacco, 1934 — Karakorum
- T. annulipes O. P.-Cambridge, 1869 — Sri Lanka
- T. anson Levi, 1967 — quần đảo Juan Fernandez
- T. antillanum Simon, 1894 — West Indies
- T. antron Levi, 1963 — Brazil
- T. apiculatum Roewer, 1942 — Queensland
- T. aporum Levi, 1963 — Brazil
- T. apostoli Mello-Leitão, 1945 — Argentina
- T. apulco Levi, 1959 — Mexico
- T. aragua Levi, 1963 — Venezuela
- T. archeri Levi, 1959 — Cuba
- T. argentatulum Roewer, 1942 — New Zealand
- T. arizonense Levi, 1957 — Hoa Kỳ
- T. artum Levi, 1959 — Panama, Trinidad
- T. aruanum Strand, 1911 — quần đảo Aru
- T. arushae Caporiacco, 1947 — Tanzania
- T. asbolodes Rainbow, 1917 — South Australia
- T. astrigerum Thorell, 1895 — Myanmar
- T. atratum Thorell, 1877 — Sulawesi
- T. attritum (Simon, 1908) — Tây Australia
- T. auberti Simon, 1904 — Nam Phi
- T. aulos Levi, 1963 — Brazil
- T. australe Banks, 1899 — Hoa Kỳ, Mexico, West Indies
- T. baccula Thorell, 1887 — Myanmar
- T. baltasarense Levi, 1963 — quần đảo Windward
- T. banksi Berland, 1920 — Đông châu Phi
- T. barbarae Levi, 1959 — Mexico
- T. beebei Levi, 1963 — Venezuela
- T. bellatulum Levi, 1963 — Brazil
- T. bergi Levi, 1963 — Brazil, Paraguay, Argentina
- T. berlandi Roewer, 1942 — Samoa
- T. betteni Wiehle, 1960 — Tân bắc giới
- T. bicruciatum Roewer, 1961 — Senegal
- T. bidepressum Yin, Peng & Zhang, 2005 — Trung Quốc
- T. biezankoi Levi, 1963 — Brazil
- T. biforaminum Gao & Zhu, 1993 — Trung Quốc
- T. biolleyi Banks, 1909 — Costa Rica
- T. biseriatum Thorell, 1890 — Sumatra
- T. bitakum Barrion & Litsinger, 1995 — Philippines
- T. blackwalli O. P.-Cambridge, 1871 — Europe, Nga, Ukraine, North Africa
- T. blaisei Simon, 1909 — Việt Nam
- T. boesenbergi Strand, 1904 — Europe, Nga, Ukraine
- T. bolivari Levi, 1959 — Mexico
- T. bolum Levi, 1963 — Brazil
- T. bomae Schmidt, 1957 — Congo
- T. botanicum Levi, 1963 — Venezuela
- T. brachypus Thorell, 1887 — Myanmar
- T. bradyanum Strand, 1907 — Nam Phi
- T. brunellii Caporiacco, 1940 — Ethiopia
- T. brunneonigrum Caporiacco, 1949 — Kenya
- T. bryantae Roewer, 1951 — Mexico
- T. bullatum Tullgren, 1910 — Tanzania
- T. buxtoni Berland, 1929 — Samoa, quần đảo Henderson, Tuamotu Arch.
- T. calcynatum Holmberg, 1876 — Venezuela to Argentina
- T. californicum Banks, 1904 — Hoa Kỳ, Canada
- T. caliginosum Marples, 1955 — Samoa
- T. cameronense Levi, 1957 — Hoa Kỳ, Mexico
- T. campestratum Simon, 1900 — Hawaii
- T. caplandense Strand, 1907 — Nam Phi
- T. carinatum Yin, Peng & Zhang, 2005 — Trung Quốc
- T. carpathium Brignoli, 1984 — Hy Lạp
- T. cassinicola Simon, 1907 — Guinea-Bissau
- T. castaneum Franganillo, 1931 — Cuba
- T. catharina Marples, 1955 — Samoa
- T. cavipalpe (F. O. P.-Cambridge, 1902) — Guatemala
- T. cazieri Levi, 1959 — quần đảo Bahama
- T. centrum Levi, 1959 — Panama
- T. chacoense Levi, 1963 — Bolivia
- T. chakinuense Wunderlich, 1995 — Turkmenistan
- T. chamberlini Caporiacco, 1949 — Kenya
- T. charitonowi Caporiacco, 1949 — Kenya
- T. cheimatos Gertsch & Archer, 1942 — Hoa Kỳ
- T. cheni Zhu, 1998 — Trung Quốc
- T. chihuahua Levi, 1959 — Mexico
- T. chiriqui Levi, 1959 — Panama
- T. chonetum Zhu, 1998 — Trung Quốc
- T. choroni Levi, 1963 — Venezuela
- T. cinctipes Banks, 1898 — Hoa Kỳ, Mexico
- T. cinereum Thorell, 1875 — Nga, Ukraine
- T. circumtextum Simon, 1907 — Guinea-Bissau
- T. climacode Thorell, 1898 — Myanmar
- T. clivalum Zhu, 1998 — Trung Quốc
- T. cloxum Roberts, 1983 — Aldabra
- T. clypeatellum Tullgren, 1910 — Đông châu Phi
- T. cochise Levi, 1963 — Hoa Kỳ
- T. cochrum Levi, 1963 — Brazil
- T. cocosense Strand, 1906 — Costa Rica
- T. coenosum Thorell, 1887 — Myanmar
- T. cohni Levi, 1963 — Brazil
- T. coldeniae Baert & Maelfait, 1986 — quần đảo Galapagos
- T. comstocki Berland, 1920 — Đông châu Phi
- T. confusum O. P.-Cambridge, 1885 — Yarkand
- T. conigerum Simon, 1914 — Europe, Nga
- T. contreras Levi, 1959 — Mexico
- T. convexellum Roewer, 1942 — Queensland, New South Wales
- T. convexisternum Caporiacco, 1949 — Kenya
- T. corcyraeum Brignoli, 1984 — Corfu
- T. costaricaense Levi, 1963 — Costa Rica to Venezuela
- T. cowlesae Levi, 1957 — Hoa Kỳ
- T. coyoacan Levi, 1959 — Mexico
- T. crinigerum Simon, 1881 — Corse, Ý, Morocco, Algeria
- T. cruciferum Urquhart, 1886 — New Zealand
- T. crucum Levi, 1959 — Mexico
- T. cuspulatum Schmidt & Krause, 1998 — quần đảo Cape Verde
- T. cuyutlan Levi, 1963 — Mexico
- T. cynicum Gertsch & Mulaik, 1936 — Hoa Kỳ, Mexico
- T. dafnense Levy & Amitai, 1982 — Israel
- T. darolense Strand, 1906 — Ethiopia
- T. davisorum Levi, 1959 — Mexico
- T. dayongense Zhu, 1998 — Trung Quốc
- T. decemmaculatum Thorell, 1890 — Sumatra
- T. decemperlatum (Simon, 1889) — Madagascar
- T. dedux O. P.-Cambridge, 1904 — Nam Phi
- T. delicatum O. P.-Cambridge, 1904 — Nam Phi
- T. derhami Simon, 1895 — Sierra Leone, Gabon, Bioko
- T. diadematum Chrysanthus, 1963 — New Guinea
- T. dianiphum Rainbow, 1916 — Queensland
- T. differens Emerton, 1882 — Hoa Kỳ, Canada
- T. dilucidum Simon, 1897 — Costa Rica to Venezuela, West Indies
- T. dilutum Levi, 1957 — Hoa Kỳ, Mexico
- T. dividuum Gertsch & Archer, 1942 — Hoa Kỳ
- T. dominica Levi, 1963 — Dominica
- T. dreisbachi Levi, 1959 — Mexico
- T. dubium Bradley, 1877 — New Guinea
- T. dukouense Zhu, 1998 — Trung Quốc
- T. dulcineum Gertsch & Archer, 1942 — Hoa Kỳ
- T. durbanicum Lawrence, 1947 — Nam Phi
- T. ecuadorense Levi, 1963 — Ecuador
- T. egyptium Fawzy & El Erksousy, 2002 — Egypt
- T. electum (O. P.-Cambridge, 1896) — Mexico
- T. elegantissimum Roewer, 1942 — Taiwan
- T. elevatum Thorell, 1881 — Queensland
- T. elimatum L. Koch, 1882 — Mallorca
- T. elisabethae Roewer, 1951 — Mexico
- T. elli Sedgwick, 1973 — Chile
- T. ellicottense Dobyns & Bond, 1996 — Hoa Kỳ
- T. emertoni Berland, 1920 — Đông châu Phi
- T. epiense Berland, 1938 — New Hebrides
- T. eremum Levi, 1963 — Brazil
- T. eugeni Roewer, 1942 — Bioko
- T. evexum Keyserling, 1884 — Mexico, West Indies to Brazil
- T. excavatum F. O. P.-Cambridge, 1902 — Guatemala
- T. exlineae Levi, 1963 — Ecuador, Peru
- T. expallidatum O. P.-Cambridge, 1885 — Yarkand
- T. familiare O. P.-Cambridge, 1871 — Tân bắc giới
- T. fastosum Keyserling, 1884 — Ecuador, Peru
- T. fatuhivaense Berland, 1933 — quần đảo Marquesas
- T. femorale Thorell, 1881 — Queensland
- T. femoratissimum Caporiacco, 1949 — Kenya
- T. fernandense Simon, 1907 — Bioko
- T. filum Levi, 1963 — Brazil
- T. flabelliferum Urquhart, 1887 — New Zealand
- T. flavonotatum Becker, 1879 — Hoa Kỳ, Cuba
- T. flavoornatum Thorell, 1898 — Myanmar
- T. fornicatum Simon, 1884 — Sudan
- T. frio Levi, 1959 — Mexico
- T. frizzellorum Levi, 1963 — Colombia, Ecuador, Venezuela
- T. frondeum Hentz, 1850 — Hoa Kỳ, quần đảo Bahama
- T. fruticum Simon, 1890 — Yemen
- T. fungosum Keyserling, 1886 — Ecuador, Peru
- T. furfuraceum Simon, 1914 — France, Algeria, Syria
- T. fuscodecoratum Rainbow, 1916 — Queensland
- T. fuscomaculatum Rainbow, 1916 — Queensland
- T. fuscum Franganillo, 1930 — Cuba
- T. gabardi Simon, 1895 — Sri Lanka
- T. galerum Levi, 1959 — Panama
- T. gekkonicum Levy & Amitai, 1982 — Israel
- T. geminipunctum Chamberlin, 1924 — Hoa Kỳ, Mexico
- T. genistae Simon, 1873 — miền tây Địa Trung Hải to Uzbekistan
  - T. genistae turanicum Charitonov, 1946 — Uzbekistan
- T. gentile Simon, 1881 — Corse, Algeria
- T. gertschi Levi, 1959 — Hoa Kỳ, Mexico
- T. gibbum Rainbow, 1916 — Queensland
- T. gigantipes Keyserling, 1890 — New South Wales, Victoria
- T. giraulti Rainbow, 1916 — Queensland
- T. glaciale Caporiacco, 1934 — Karakorum
- T. glaucescens Becker, 1879 — Hoa Kỳ, Canada
- T. glaucinum Simon, 1881 — France
- T. goodnightorum Levi, 1957 — Hoa Kỳ, Mexico
- T. gracilipes Urquhart, 1889 — New Zealand
- T. grallator Simon, 1900 — Hawaii
- T. gramineum Zhu, 1998 — Trung Quốc
- T. grammatophorum Simon, 1909 — Việt Nam
- T. grancanariense Wunderlich, 1987 — quần đảo Canary
- T. grandiosum Levi, 1963 — Peru
- T. grecia Levi, 1959 — Mexico to Venezuela
- T. gyirongense Hu & Li, 1987 — Trung Quốc
- T. hainenense Zhu, 1998 — Trung Quốc
- T. haleakalense Simon, 1900 — Hawaii
- T. hannoniae Denis, 1944 — Europe, North Africa, Madeira, quần đảo Canary
- T. hartmeyeri Simon, 1908 — Tây Australia
- T. hassleri Levi, 1963 — Hispaniola
- T. hebridisianum Berland, 1938 — New Hebrides
- T. helophorum Thorell, 1895 — Java
- T. hemerobium Simon, 1914 — Hoa Kỳ, Canada, Europe
- T. hermonense Levy, 1991 — Israel
- T. hewitti Caporiacco, 1949 — Ethiopia
- T. hidalgo Levi, 1957 — Hoa Kỳ, Mexico
- T. hierichonticum Levy & Amitai, 1982 — Israel
- T. hispidum O. P.-Cambridge, 1898 — Mexico, West Indies to Paraguay
- T. histrionicum Thorell, 1875 — Balkans
- T. hondurense Levi, 1959 — Honduras
- T. hopkinsi Berland, 1929 — Samoa
- T. hotanense Zhu & Zhou, 1993 — Trung Quốc
- T. huanuco Levi, 1963 — Peru
- T. hufengensis Tang, Yin & Peng, 2005 — Trung Quốc
- T. hui Zhu, 1998 — Trung Quốc
- T. humboldti Levi, 1967 — Peru
- T. hummeli Schenkel, 1936 — Trung Quốc
- T. idiotypum Rainbow, 1917 — South Australia
- T. illecebrosum Simon, 1886 — Senegal
- T. impegrum Keyserling, 1886 — Brazil
- T. impressithorax Simon, 1895 — Philippines
- T. impressum L. Koch, 1881 — miền Toàn bắc
- T. incanescens Simon, 1890 — Yemen
- T. incertissimum (Caporiacco, 1954) — Guyane thuộc Pháp, Brazil
- T. incertum O. P.-Cambridge, 1885 — Ấn Độ
- T. incomtum (O. P.-Cambridge, 1896) — Guatemala
- T. inconspicuum Thorell, 1898 — Myanmar
- T. indicum Tikader, 1977 — quần đảo Andaman
- T. innocuum Thorell, 1875 — Nga, Ukraine
- T. inquinatum Thorell, 1878 — Myanmar, Singapore, Amboina
  - T. inquinatum continentale Strand, 1907 — Trung Quốc
- T. insignitarse Simon, 1907 — Gabon
- T. intritum (Bishop & Crosby, 1926) — Hoa Kỳ
- T. iramon Levi, 1963 — Colombia, Ecuador
- T. ischagosum Barrion & Litsinger, 1995 — Philippines
- T. isorium Levi, 1963 — Peru
- T. istokpoga Levi, 1957 — Hoa Kỳ to Panama
- T. italiense Wunderlich, 1995 — Ý
- T. jordanense Levy & Amitai, 1982 — Israel
- T. kambalum Barrion & Litsinger, 1995 — Philippines
- T. karamayense Zhu, 1998 — Trung Quốc
- T. kauaiense Simon, 1900 — Hawaii
- T. kawea Levi, 1957 — Hoa Kỳ, Mexico
- T. kibonotense Tullgren, 1910 — Đông châu Phi
- T. kiliani Müller & Heimer, 1990 — Colombia
- T. kobrooricum Strand, 1911 — quần đảo Aru
- T. kochi Roewer, 1942 — Samoa
- T. kollari Doleschall, 1852 — Austria
- T. kraepelini Simon, 1905 — Java
- T. kraussi Marples, 1957 — Fiji
- T. lacticolor Berland, 1920 — Kenya, Yemen, Madagascar
- T. laevigatum Blackwall, 1870 — Ý
- T. lago Levi, 1963 — Ecuador
- T. lamperti Strand, 1906 — Ethiopia
- T. lanceatum Zhang & Zhu, 2007 — Trung Quốc
- T. lapidicola Kulczynski, 1887 — Ý
- T. latisternum Caporiacco, 1934 — Karakorum
- T. lawrencei Gertsch & Archer, 1942 — Hoa Kỳ
- T. leechi Gertsch & Archer, 1942 — Hoa Kỳ, Canada
- T. leguiai Chamberlin, 1916 — Colombia, Peru
- T. lenzianum Strand, 1907 — Nam Phi
- T. leones Levi, 1959 — Mexico
- T. leucophaeum Simon, 1905 — Ấn Độ
- T. leve Blackwall, 1877 — Seychelles
- T. leviorum Gertsch & Riechert, 1976 — Hoa Kỳ
- T. liaoyuanense (Zhu & Yu, 1982) — Trung Quốc
- T. limatum Tullgren, 1910 — Tanzania
- T. limitatum L. Koch, 1872 — Queensland, New South Wales
- T. linaresense Levi, 1963 — Chile
- T. linzhiense Hu, 2001 — Trung Quốc
- T. llano Levi, 1957 — Hoa Kỳ
- T. lomirae Roewer, 1938 — New Guinea
- T. longicrure Marples, 1956 — New Zealand
- T. longihirsutum Strand, 1907 — Trung Quốc
- T. longipalpum Zhu, 1998 — Trung Quốc, Korea
- T. longipedatum Roewer, 1942 — Colombia
- T. ludekingi Thorell, 1890 — Java
- T. ludius Simon, 1880 — Malaysia to Australia, New Caledonia
- T. lumabani Barrion & Litsinger, 1995 — Philippines
- T. luteitarse Schmidt & Krause, 1995 — quần đảo Cape Verde
- T. macei Simon, 1895 — Congo
- T. machu Levi, 1963 — Peru
- T. macropora Tang, Yin & Peng, 2006 — Trung Quốc
- T. macuchi Levi, 1963 — Ecuador
- T. maculiferum Roewer, 1942 — Zanzibar
- T. magdalenense Müller & Heimer, 1990 — Colombia
- T. maindroni Simon, 1905 — Ấn Độ
- T. manjithar Tikader, 1970 — Ấn Độ
- T. manonoense Marples, 1955 — Samoa
- T. maranum Levi, 1963 — Venezuela
- T. maron Levi, 1963 — Paraguay
- T. martini Levi, 1959 — Mexico
- T. mataafa Marples, 1955 — Samoa
- T. mauense Caporiacco, 1949 — Kenya
- T. mauiense Simon, 1900 — Hawaii
- T. mehlum Roberts, 1983 — Aldabra
- T. melanoplax Schmidt & Krause, 1996 — quần đảo Canary
- T. melanoprorum Thorell, 1895 — Myanmar
  - T. melanoprorum orientale Simon, 1909 — Việt Nam
- T. melanosternon Mello-Leitão, 1947 — Brazil
- T. melanostictum O. P.-Cambridge, 1876 — Địa Trung Hải, Aldabra, Seychelles, Trung Quốc, Japan, Hoa Kỳ, Hispaniola
- T. melanurum Hahn, 1831 — miền Toàn bắc, Azores
- T. melinum Simon, 1900 — Hawaii
- T. mendozae Berland, 1933 — quần đảo Marquesas
- T. meneghettii Caporiacco, 1949 — Kenya
- T. metabolum Chamberlin & Ivie, 1936 — Panama
- T. metator Simon, 1907 — Guinea-Bissau
- T. michelbacheri Levi, 1957 — Hoa Kỳ
- T. micheneri Levi, 1963 — Panama
- T. minutissimum Keyserling, 1884 — Panama, Peru
- T. minutulum Thorell, 1895 — Myanmar
- T. miserum Thorell, 1898 — Myanmar
- T. modestum (Simon, 1894) — Sri Lanka
- T. molliculum Thorell, 1899 — Cameroon
- T. mollissimum L. Koch, 1872 — Australia, Samoa
- T. montanum Emerton, 1882 — Hoa Kỳ, Canada, Alaska, Norway, Finland, Nga
- T. monzonense Levi, 1963 — Peru
- T. mortuale Simon, 1908 — Tây Australia
- T. morulum O. P.-Cambridge, 1898 — Hoa Kỳ, Mexico
- T. murarium Emerton, 1882 — North America
- T. musivivoides Schmidt & Krause, 1995 — quần đảo Cape Verde
- T. musivivum Schmidt, 1956 — quần đảo Canary
- T. musivum Simon, 1873 — Địa Trung Hải
- T. myersi Levi, 1957 — Hoa Kỳ, Mexico, Jamaica
- T. mystaceum L. Koch, 1870 — Tân bắc giới
- T. mysteriosum Schmidt, 1971 — Ecuador
- T. nadleri Levi, 1959 — Trinidad
- T. nagorum Roberts, 1983 — Aldabra
- T. nasinotum Caporiacco, 1949 — Kenya
- T. nasutum Wunderlich, 1995 — Sardegna
- T. necijaense Barrion & Litsinger, 1995 — Philippines
- T. negebense Levy & Amitai, 1982 — Israel
- T. neomexicanum Banks, 1901 — Hoa Kỳ, Canada
- T. neshamini Levi, 1957 — Hoa Kỳ
- T. nesticum Levi, 1963 — Trinidad
- T. nigriceps Keyserling, 1891 — Brazil
- T. nigroannulatum Keyserling, 1884 — Ecuador, Peru
- T. nigroplagiatum Caporiacco, 1949 — Kenya
- T. nigropunctatum Lucas, 1846 — Địa Trung Hải
- T. nigropunctulatum Thorell, 1898 — Myanmar
- T. nigrosacculatum Tullgren, 1910 — Tanzania
- T. nigrovariegatum Simon, 1873 — Tân bắc giới
- T. nilgherinum Simon, 1905 — Ấn Độ
- T. niphocosmum Rainbow, 1916 — Queensland
- T. niveopunctatum Thorell, 1898 — Myanmar
- T. niveum O. P.-Cambridge, 1898 — Mexico
- T. nivosum Rainbow, 1916 — Queensland
- T. nodiferum Simon, 1895 — Sri Lanka
- T. nojimai Yoshida, 1999 — Japan
- T. nudum Levi, 1959 — Mexico, Panama
- T. oatesi Thorell, 1895 — Myanmar
- T. obscuratum Zhu, 1998 — Trung Quốc
- T. ochreolum Levy & Amitai, 1982 — Israel
- T. octoferum Strand, 1909 — Nam Phi
- T. odoratum Zhu, 1998 — Trung Quốc
- T. ohlerti Thorell, 1870 — miền Toàn bắc
  - T. ohlerti lundbecki Sørensen, 1898 — Greenland
- T. olaup Levi, 1963 — Brazil
- T. omiltemi Levi, 1959 — Mexico, Guatemala
- T. onticolum Levi, 1963 — Peru
- T. opolon Levi, 1963 — Brazil
- T. opuntia Levi, 1963 — Mexico
- T. orgea (Levi, 1967) — Brazil
- T. orlando (Archer, 1950) — Hoa Kỳ
- T. osprum Levi, 1963 — Venezuela
- T. oswaldocruzi Levi, 1963 — Brazil
- T. otsospotum Barrion & Litsinger, 1995 — Philippines
- T. palanum Roberts, 1983 — Aldabra
- T. palgongense Paik, 1996 — bán đảo Triều Tiên
- T. pallidulum Roewer, 1942 — Đông châu Phi
- T. palmgreni Marusik & Tsellarius, 1986 — Finland, Poland, Estonia, Nga
- T. pandani Simon, 1895 — Cambodia
- T. panganii Caporiacco, 1947 — Tanzania
- T. paraense Levi, 1963 — Brazil
- T. parvulum Blackwall, 1870 — Sicilia
- T. parvum Keyserling, 1884 — Peru
- T. patrizii Caporiacco, 1933 — Libya
- T. pelaezi Levi, 1963 — Mexico
- T. pennsylvanicum Emerton, 1913 — Hoa Kỳ, Canada
- T. perkinsi Simon, 1900 — Hawaii
- T. pernambucum Levi, 1963 — Brazil
- T. perpusillum Simon, 1885 — Malaysia
- T. petraeum L. Koch, 1872 — miền Toàn bắc
- T. petrunkevitchi Berland, 1920 — Đông châu Phi
- T. phaeostomum Simon, 1909 — Việt Nam
- T. pictipes Keyserling, 1884 — Hoa Kỳ
- T. pictum (Walckenaer, 1802) — miền Toàn bắc
- T. pigrum Keyserling, 1886 — Brazil
- T. pilatum Urquhart, 1893 — Tasmania
- T. piligerum Frauenfeld, 1867 — quần đảo Nicobar
- T. piliphilum Strand, 1907 — Nam Phi
- T. pinastri L. Koch, 1872 — Tân bắc giới
- T. pinguiculum Simon, 1909 — Việt Nam
- T. pinicola Simon, 1873 — Corse
- T. pires Levi, 1963 — Brazil
- T. piriforme Berland, 1938 — New Hebrides
- T. plaumanni Levi, 1963 — Venezuela, Brazil
- T. plectile Simon, 1909 — Việt Nam
- T. plumipes Hasselt, 1882 — Sumatra
- T. pluviale Tullgren, 1910 — Tanzania
- T. poecilum Zhu, 1998 — Trung Quốc
- T. porphyreticum Urquhart, 1889 — New Zealand
- T. positivum Chamberlin, 1924 — Hoa Kỳ, West Indies to Paraguay
- T. posticatum Simon, 1900 — Hawaii
- T. postmarginatum Tullgren, 1910 — Tanzania
- T. praeclusum Tullgren, 1910 — Tanzania
- T. praemite Simon, 1907 — Sierra Leone
- T. praetextum Simon, 1900 — Hawaii
  - T. praetextum concolor Simon, 1900 — Hawaii
- T. prominens Blackwall, 1870 — Ý
- T. proximum Lawrence, 1964 — Nam Phi
- T. puellae Locket, 1980 — quần đảo Comoro
- T. pulanense Hu, 2001 — Trung Quốc
- T. pumilio Urquhart, 1886 — New Zealand
- T. punctipes Emerton, 1924 — Hoa Kỳ, Mexico
- T. punicapunctatum Urquhart, 1891 — New Zealand
- T. punongpalayum Barrion & Litsinger, 1995 — Philippines
- T. purcelli O. P.-Cambridge, 1904 — St. Helena, Nam Phi
- T. pyramidale L. Koch, 1867 — Queensland, New South Wales
- T. pyrenaeum Denis, 1944 — Tây Ban Nha, Andorra
- T. qingzangense Hu, 2001 — Trung Quốc
- T. quadratum (O. P.-Cambridge, 1882) — Sri Lanka, Sumatra
- T. quadrilineatum Lenz, 1886 — Madagascar
- T. quadripapulatum Thorell, 1895 — Myanmar
- T. quadripartitum Keyserling, 1891 — Brazil
- T. rabuni Chamberlin & Ivie, 1944 — Hoa Kỳ, quần đảo Bahama
- T. rafflesi Simon, 1899 — Sumatra
- T. rampum Levi, 1963 — Peru, Venezuela
- T. ravum Levi, 1963 — Venezuela
- T. refugum Drensky, 1929 — Austria, Balkans, Bulgaria, Hy Lạp, Nga
- T. reinhardti Charitonov, 1946 — Uzbekistan
- T. resum Levi, 1959 — Panama
- T. retreatense Strand, 1909 — Nam Phi
- T. retrocitum Simon, 1909 — Việt Nam
- T. rhodonotum Simon, 1909 — Việt Nam
- T. ricense Levi, 1959 — Puerto Rico
- T. rossi Levi, 1963 — Peru
- T. rostriferum Simon, 1895 — West Africa
- T. rothi Levi, 1959 — Mexico
- T. rubiginosum Keyserling, 1884 — Brazil
- T. rubrum (Keyserling, 1886) — Brazil
- T. rurrenabaque Levi, 1963 — Bolivia
- T. ruwenzoricola Strand, 1913 — Trung Phi
- T. saanichum Chamberlin & Ivie, 1947 — Hoa Kỳ, Canada, Alaska
- T. sabinjonis Strand, 1913 — Trung Phi
- T. sadani Monga & Singh, 1989 — Ấn Độ
- T. samoense Berland, 1929 — Samoa
- T. sanctum Levi, 1959 — Mexico
- T. sangzhiense Zhu, 1998 — Trung Quốc
- T. sardis Chamberlin & Ivie, 1944 — Hoa Kỳ
- T. saropus Thorell, 1887 — Myanmar
- T. schlingeri Levi, 1963 — Peru
- T. schrammeli Levi, 1963 — Mexico
- T. sciaphilum Benoit, 1977 — St. Helena
- T. semitinctum Simon, 1914 — Tây Ban Nha, Pháp, Balearic is.
- T. senckenbergi Levi, 1963 — Venezuela
- T. septempunctatum Berland, 1933 — quần đảo Marquesas
- T. serpatusum Guan & Zhu, 1993 — Trung Quốc
- T. sertatum Simon, 1909 — Việt Nam
- T. setiferum Roewer, 1942 — Myanmar
- T. setosum L. Koch, 1872 — Queensland, New Hebrides, Samoa, New Caledonia
- T. setum Zhu, 1998 — Trung Quốc
- T. seximaculatum Zhu, 1998 — Trung Quốc
- T. sibiricum Marusik, 1988 — Nga, Mongolia
- T. sinaloa Levi, 1959 — Mexico
- T. sisyphium (Clerck, 1757) — Tân bắc giới
  - T. sisyphium foliiferum Thorell, 1875 — Tây Ban Nha
  - T. sisyphium torandae Strand, 1917 — Yarkand, Karakorum
- T. soaresi Levi, 1963 — Brazil
- T. societatis Berland, 1934 — Tahiti
- T. solium Benoit, 1977 — St. Helena
- T. spinigerum Rainbow, 1916 — Queensland
- T. spinitarse O. P.-Cambridge, 1876 — North Africa
- T. spinosissimum Caporiacco, 1934 — Karakorum
- T. squalidum Urquhart, 1886 — New Zealand
- T. stamotum Levi, 1963 — Venezuela
- T. stannardi Levi, 1963 — Mexico
- T. strepitus Peck & Shear, 1987 — quần đảo Galapagos
- T. striatum Keyserling, 1884 — Brazil
- T. styligerum F. O. P.-Cambridge, 1902 — Mexico, Guatemala
- T. subitum O. P.-Cambridge, 1885 — Ấn Độ
- T. submirabile Zhu & Song, 1993 — Trung Quốc, Korea
- T. submissum Gertsch & Davis, 1936 — Hoa Kỳ, Mexico, quần đảo Bahama, Jamaica
- T. subpingue Simon, 1908 — Tây Australia
- T. subradiatum Simon, 1901 — Malaysia
- T. subrotundum Keyserling, 1891 — Brazil
- T. subvittatum Simon, 1889 — Ấn Độ
- T. sulawesiense Marusik & Penney, 2005 — Sulawesi
- T. swarczewskii Wierzbicki, 1902 — Azerbaijan
- T. taegense Paik, 1996 — bán đảo Triều Tiên
- T. tahitiae Berland, 1934 — Tahiti
- T. tamerlani Roewer, 1942 — Myanmar
- T. tayrona Müller & Heimer, 1990 — Colombia
- T. tebanum Levi, 1963 — Venezuela
- T. teliferum Simon, 1895 — Sri Lanka
- T. tenellum C. L. Koch, 1841 — Hy Lạp
- T. tenuissimum Thorell, 1898 — Myanmar
- T. teresae Levi, 1963 — Brazil
- T. tessellatum Thorell, 1899 — Cameroon
- T. teutanoides Caporiacco, 1949 — Kenya
- T. thaleri Marusik, 1988 — Nga
- T. thalia Workman, 1878 — Myanmar
- T. theridioides (Keyserling, 1890) — Trung Quốc, Queensland, New South Wales
- T. thorelli L. Koch, 1865 — New South Wales
- T. tigrae Esyunin & Efimik, 1996 — Nga
- T. tikaderi Patel, 1973 — Ấn Độ
- T. timpanogos Levi, 1957 — Hoa Kỳ
- T. tinctorium Keyserling, 1891 — Brazil
- T. t-notatum Thorell, 1895 — Myanmar, Singapore
- T. todinum Simon, 1880 — New Caledonia
- T. topo Levi, 1963 — Ecuador
- T. torosum Keyserling, 1884 — Peru
- T. trahax Blackwall, 1866 — Africa
- T. transgressum Petrunkevitch, 1911 — Hoa Kỳ, Mexico
- T. trepidum O. P.-Cambridge, 1898 — Mexico to Panama
- T. triangulare Franganillo, 1936 — Cuba
- T. trifile Simon, 1907 — West, Đông châu Phi
- T. trigonicum Thorell, 1890 — Sumatra, Java
- T. tristani Levi, 1959 — Costa Rica
- T. triviale Thorell, 1881 — Australia
- T. trizonatum Caporiacco, 1949 — Kenya
- T. tubicola Doleschall, 1859 — Java, Moluccas, New Guinea
- T. tungurahua Levi, 1963 — Venezuela, Ecuador, Brazil
- T. turrialba Levi, 1959 — Costa Rica
- T. uber Keyserling, 1884 — Brazil
- T. uhligi Martin, 1974 — Europe
- T. umbilicus Levi, 1963 — Brazil
- T. uncatum F. O. P.-Cambridge, 1902 — Mexico
- T. undatum Zhu, 1998 — Trung Quốc
- T. undulanotum Roewer, 1942 — New Hebrides
- T. urnigerum Thorell, 1898 — Myanmar
- T. ursoi Caporiacco, 1947 — Ethiopia
- T. urucum Levi, 1963 — Brazil
- T. usitum Strand, 1913 — Trung Phi
- T. utcuyacu Levi, 1963 — Peru
- T. valleculum Levi, 1959 — Panama
- T. vallisalinarum Levy & Amitai, 1982 — Israel
- T. vanhoeffeni Strand, 1909 — Nam Phi
- T. varians Hahn, 1833 — miền Toàn bắc
  - T. varians cyrenaicum Caporiacco, 1933 — Libya
  - T. varians melanotum Strand, 1907 — Đức
  - T. varians rusticum Simon, 1873 — miền tây Địa Trung Hải
- T. ventricosum Rainbow, 1916 — Queensland
- T. vespertinum Levy, 1985 — Israel
- T. viridanum Urquhart, 1887 — New Zealand
- T. volubile Keyserling, 1884 — Venezuela, Ecuador, Peru
- T. vosserleri Strand, 1907 — Đông châu Phi
- T. vossi Strand, 1907 — Cameroon
- T. vossioni Simon, 1884 — Sudan
- T. vulvum Levi, 1959 — Panama
- T. weberi Thorell, 1892 — Singapore
- T. weyrauchi Levi, 1963 — Peru
- T. whitcombi Sedgwick, 1973 — Chile
- T. wiehlei Schenkel, 1938 — Tây Ban Nha, Pháp, Algeria
- T. workmani Thorell, 1887 — Myanmar
- T. xianfengense Zhu & Song, 1992 — Trung Quốc, Taiwan
- T. xinjiangense (Hu & Wu, 1989) — Trung Quốc
- T. yani Zhu, 1998 — Trung Quốc
- T. yuma Levi, 1963 — Hoa Kỳ
- T. yunnanense Schenkel, 1963 — Trung Quốc
- T. zantholabio Urquhart, 1886 — New Zealand
- T. zebra Caporiacco, 1949 — Kenya
- T. zebrinum Zhu, 1998 — Trung Quốc
- T. zekharya Levy, 2007 — Israel
- T. zhangmuense Hu, 2001 — Trung Quốc
- T. zhaoi Zhu, 1998 — Trung Quốc
- T. zhoui Zhu, 1998 — Trung Quốc
- T. zonarium Keyserling, 1884 — Peru
- T. zonatum Eydoux & Souleyet, 1841 — Không rõ
- T. zonulatum Thorell, 1890 — Sumatra